# Christian Kramp
Christian Kramp (francès: Chrétien Kramp)  (Estrasburg, 8 de juliol de 1760 - Estrasburg, 13 de maig de 1826) fou un matemàtic i metge francès conegut per haver introduït el símbol {\displaystyle n!} per expressar el factorial d'un nombre natural.

## Vida
Kramp es va graduar en medicina el 1786 a la Universitat d'Estrasburg. Després d'exercir com a metge a Estrasburg, París, Meissenheim, Spira i Colònia, el 1795 va ser nomenat professor de química i física experimentals a l'École Centrale du departement du Ruhr a Colónia, que aleshores pertanyia a la Confederació del Rin i estava sota dominació francesa. A partir de 1809 va ser professor de matemàtiques i degà de la facultat de ciències de la Universitat d'Estrasburg. Durant aquest darrer període a Estrasburg es va esmerçar, sense gaire èxit, en l'establiment d'un observatori astronòmic universitari.

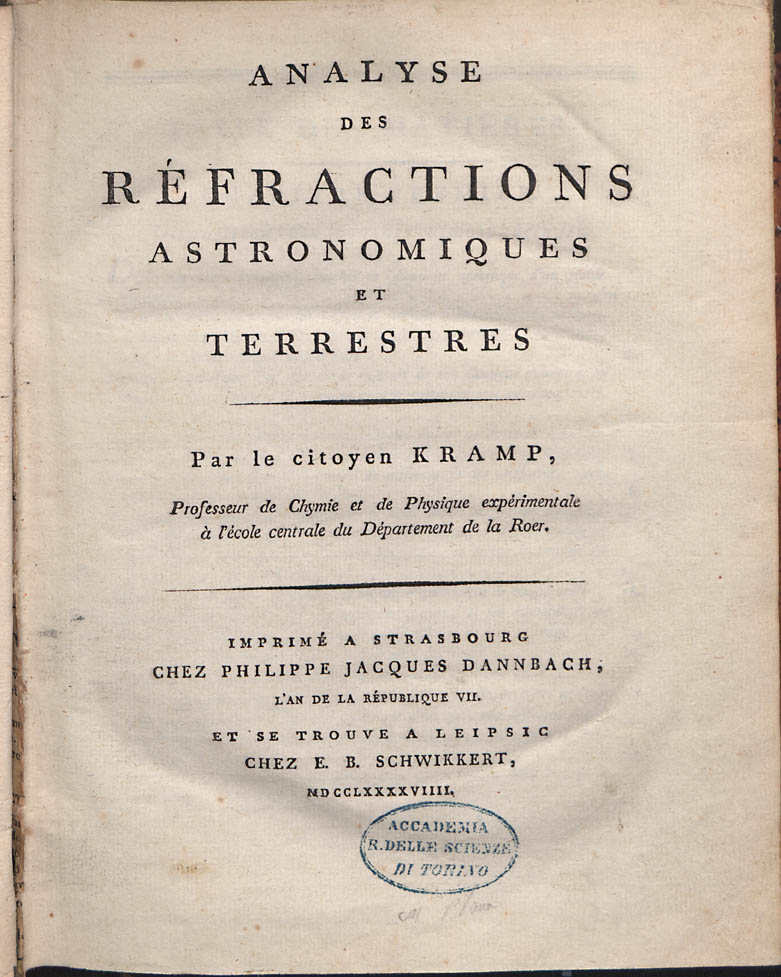
Analyse des réfractions astronomiques et terrestres, 1799

## Obra
Kram és autor de nombrosos tractats de medicina, aerostàtica, cristal·lografia, astronomia i matemàtiques, escrits indistintament en llatí, alemany o francès.
- Geschichte der Aērostatik, historisch, physisch and mathematisch ausgefuehrt, 2 vols. (Estrasburg, 1783)
- Anhang zu der Geschichte der Aërostatik (Estrasburg, 1786)
- De vi vitali Arteriarum diatribe. Addita nova de Febrium indole generali Conjectura (Estrasburg, 1786)
- Traité sur la durée probable de la vie humaine, et sur les rentes et apparences qui en dépendent (París, 1789). Aquest treball, avui desaparegut, el coneixem pels comentaris de Laplace i Legendre.[4]
- Krystallographie des Mineralreichs (Viena, 1794), escrit conjuntament amb Karl Bekkerhinn
- Fieberlehre, nach mecanischen Grundsaetzen (Heidelberg, 1794)
- Kritik der praktischen Arzneykunde, mit Ruecksicht auf die Geschichte derselben und ihre neuern Lehrgebaeude (Leipzig, 1795)
- Analyse des réfractions astronomiques et terrestres (Estrasburg-Leipzig, 1798), en el que estudia les propietats de diverses funcions eulerianes i proporciona taules amb vuit decimals de la integral de Laplaca-Gauss.[5]
- Éléments d'arithmétique (Colònia-Paris, 1801)
- Élements de géometrie (Colònia, 1806)
- Élements d'arithmétique universelle (Colònia, 1808), en aquest llibre és on introdueix el símbol {\displaystyle n!} per a referir-se al factorial d'un nombre natural.[6] Tot i que en llibres seus anteriors havia anomenat aquesta funció amb el nom de faculté, en aquest llibre ja adopta el nom, proposat per Arbogast, de factorielle; així doncs, durant forces anys se la va anomenar faculté en alemany i factorielle en francès.[7]
- Essai d'application de l'analise mathématique à la circulation du sang (París, 1816-1817), dues memòries.